# Dordrecht (Suriname)

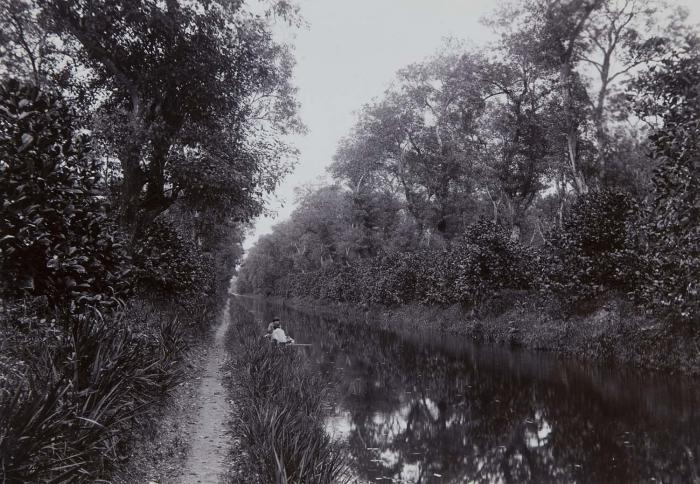
Vaartrens op plantage Dordrecht

Dordrecht was een koffieplantage aan de Surinamerivier in het district Commewijne in Suriname. De plantage lag tussen de plantages Jagtlust en Lust en Rust.

## Vroege geschiedenis
De grond werd in 1735 uitgegeven aan Willem Gerard van Meel, Raad-fiscaal in Suriname en later griffier bij het Hof van Justitie in Paramaribo. Willem Gerard was een broer van Joan Hubert van Meel, de secretaris van de Sociëteit van Suriname. Omstreeks 1745 werd deze grond van 1000 akkers in twee stukken verkocht. Het deel dat Dordrecht ging heten werd gekocht door Pieter van der Werff. Het andere deel werd later Lust en Rust. Van der Werff was afkomstig uit Dordrecht en was samen met zijn broer Jacob en twee zusters naar Suriname gekomen. In 1708 trouwde hij met Nandina van der Zee Vrijmoet. Een jaar later werd hun zoon geboren die ook Pieter heette. De peetvader van deze Pieter was Simon van Halewijn.
Pieter junior  werd omstreeks 1750 raadsheer van het Hof van Politie. Ook was hij de aanlegger en eigenaar van plantage Killenstein aan de Commewijne. Hij was handelsagent van de Middelburgsche Commercie Compagnie en was in die functie verantwoordelijk voor de afzet van de slaven en koopwaar in Suriname en de inning van de betalingen. Hij trouwde met Elisabeth Diderica Baldina de Graaff, zus van de schatrijke planter en administrateur Gideon Adriaan Diederik de Graaff. Na zijn dood in 1763 erfde zij de plantage. Elisabeth overleed vijf jaar later. De plantage werd geërfd door haar nieuwe echtgenoot, de officier Godfried Schilling en haar zoon Jacob. Zij verkochten de plantage al snel aan Dorothea van Jever en Petrus Sweerts. Ik denk dat deze Pieter een zoon was van Jacobus van der Werff en Johanna Maria Bruijning. Nandina van der Zee Vrijmoet liet een testament opmaken op 12 augustus 1745 samen met haar zuster. Haar kinderen waren toen al overleden want ze werden niet genoemd in het testament. bron testament van Nandina van der Zee Vrijmoet : NL-HaNA_1.05.11.14_29_0365

## Bloeitijd
Binnen twee jaar verkochten zij de plantage alweer aan Adrianus Pieter van Akeren. Van Akeren was getrouwd met Anna Cornelia van Echten, de moeder van Sara Johanna de Beer. Deze was, samen met haar echtgenoot Nicolaas Vlier, de uitgeefster van de eerste Surinaamse krant, de Weekelyksche Woensdaagsche Surinaamse Courant die voor het eerst in 1774 verscheen.
Van Akeren hield er een royale manier van leven op na die hij financierde met een grote hypotheek op zijn grond. Omdat hij deze schuld niet kon terugbetalen werd de plantage in 1772 overgenomen door het fonds van negociatie onder Willem Cliffort en Rudolph le Chevalier. Het fonds ging later over op P. de Wolff en daarna op het fonds van Rudolph le Chevalier en Pieter Portielje.
Tussen 1821 en 1824 verkocht het fonds de plantage aan Frederick Carel Hendrik Küster. Deze heeft er niet lang plezier van gehad want hij overleed al spoedig. In 1827 verkocht zijn weduwe het bezit aan het Zeeuwse handelshuis van den Broecke, Luteijn en Schouten.
Door uitputting van de bodem schakelde de plantage in 1828 over van koffie op suiker. De grond was dan niet meer geschikt voor koffie, maar suikerriet was nog wel mogelijk. Dit kostte veel geld. Er moest een vaartrens voor het transport van het suikerriet worden gegraven in de volle lengte van de plantage en er moest een verwerkingsfabriek worden gebouwd.
Van den Broecke, Luteijn en Schouten verkochten de plantage alweer snel door aan de families Spoors en Sprenger, eveneens uit Zeeland. Deze twee families hadden al heel lang bezittingen in Suriname. Ook zij bleven niet lang eigenaar, want in 1837 werd het Amsterdamse handelshuis Louis Bienfait & zoon de eigenaar. Ook dit handelshuis had al belangen in Suriname en was verwant aan bekende Surinaamse families. In 1854 werd de plantage weer verkocht. Bij de emancipatie in 1863 waren er drie eigenaren: Johanna Catharina Roijer, weduwe van Jacob Bennebroek Evertzs, jhr. Cornelis Ascanius van Sypesteyn en Carel Daniel Brakke. Van Sypestein was chef van de afdeling Westindische Zaken van het Ministerie van Koloniën en later gouverneur van Suriname. Brakke was hiervoor gezagvoerder van Dordrecht. Bij de emancipatie kregen 152 slaven de vrijheid. Allemaal hadden zij een achternaam die eindigde op een B, E of S; de eerste letter van de achternaam van een van de drie eigenaren.

## Na de emancipatie
Na de vrijlating van de slaven in 1863 werd er overgeschakeld op contractarbeiders. Waarschijnlijk werd er toen ook gekozen voor cacaocultuur. Het plantagehuis werd gedemonteerd, en werd de Surinamerivier overgevaren. Het gebouw werd aan het Oranjeplein (tegenwoordig het Onafhankelijkheidsplein) opnieuw opgebouwd, om dienst te doen als sociëteitsgebouw van Buiten-Sociëteit Het Park. In totaal werden 614 britsindische arbeiders en 1083 Javanen gecontracteerd. In 1889 werd de N.V. ter exploitatie van plantage Dordrecht opgericht en is men overgeschakeld op cacao en bananen. Deze N.V. werd in 1909 overgezet naar de Surinaamse Cultuur Maatschappij Dordrecht. De directie werd gevoerd door agenten van de Nederlandsche Handel-Maatschappij. Door de krullotenziekte in de cacao en de Panamaziekte in de banaan nam de productie van beide gewassen sterk af en is men teruggekeerd op de teelt van koffie. Ook werden er sinaasappelen geteeld. Onder leiding van Theodor Linscheer ontwikkelde Dordrecht zich tot de beste, zo niet een van de beste koffiepplantages van het land.. In 1935 was de Surinaamse Cultuur Maatschappij de eigenaar.
In 1958 begon de Nederlandsche Handel-Maatschappij aan een herontginning van de plantage..
A la bonne heure · Anna's Zorg · Akkerboom · Alliance · Alkmaar · Andresa · Auka · Andreesgift · Bantaskine · Barbados · Batavia · Beekenhorst · Belladrum · Bellevue · Belwaarde · Beninenburg · Berg en Dal · Bergen op Zoom · Berlijn (Commewijne) · Berlijn (Para) · Bethlehem · Boksweide · Boston · Botany Bay · Boxel · Bronswijk · Brouwerslust · Bruinendaal · Bucklebury · Buitenrust · Burnside · Cadrosspark · Caledonia · Campenburg · Cannewapibo · Catharina Sophia · Clevia  · Cliffort-Kokshoven · Clyde · Concordia · Concordia en een Kwart Lot · Courcabo · De Dageraad · De Goede Vriendschap · De Resolutie · De Vier Hendrikken · Diamond · Dijkveld · Domburg · Dordrecht · Eendragt · Elisabeth's Hoop · Ellen · L'Espérance (Nickerierivier) · L'Espérance (Surinamerivier) · Esthersrust · Fairfield · Fortuin · Flora · Florentia · Frederiksburg · Frederiksdorp · Frederikslust · Geertruidenberg · Geyersvlijt · Glensander · Gloria · Groot Chatillon · Groot Marseille · Guadeloupe · Hague · Hamburg · Hamilton · Hamptoncourt · Hannover · Hazard · Hebron · Hecht en Sterk · Hooyland · Hope · Houttuin · Huntly · Huwelijkszorg · Inverness · Jagtlust · Jodensavanne · Johan & Margaretha · Johanna Catharina · Johanna Maria · Johannesburg · John · Katwijk · Kent · Kerkshoven · Killenstein · Klein Bellevue · Kleinhoop · Krappahoek · Kroonenburg · Kwatta · La Jalousie · La Prosperité · La Rencontre · La Ressource (Saramacca) · La Ressource (Surinamerivier) · La Singularité · Laarwijk · Leasowes · Leliëndaal · Leonsberg · Livorno · Longmay · Lunenburg · Lust en Rust · Lustrijk · Maasstroom · Margarethenburg · Maria Petronella · Mariënbosch · Mariënburg · Margaretha's Gift · Mary's Hope · Meerzorg · Merveille · Moed en Kommer · Mon Bijou · Mon Souci · Mon Trésor · Monnikendam · Mopentibo · Morgenster · Moy · Nieuw Mocha · Nieuwzorg · Nieuwe Aanleg · De Nieuwe Grond · Nijd en Spijt · Novar · Nursery · Nut en Schadelijk · Onoribo · Onverwacht · Oranibo · Ornamibo · Overbrug · Overtoom 
· Oxford · Palestina · Paradise · Persévérance · Petersburg · Picardië · Peperpot · Pieterszorg · Plaisance · Poelwijk · Potosie · Purmerend · Reijnsdorp · Reijnsfort · Rijnberk · Roosenburg · Rorac · Rust en Werk · Rustenburg · Saltzhalen · Sans Souci · Saphir · Sarah · Sardam · Schaapstede · Schoonoord · Sinabo en Gelre · Sint Barbara · Sint Eustatius · Slootwijk · Sorgvliet · Spieringshoek · Standvastigheid · Suidwijn · Suzanna's Daal · Toevlugt (Surinamerivier) · Tout Lui Faut · Toledo · Totness · Tyronne · 't Vertrouwen · Victoria · Vierkinderen · Visserszorg · Voorburg · Voorzorg (Saramacca) · Vossenburg · Vredenburg · Vriendsbeleid en Ouderzorg · Vreeland · Waltonhall · Waldijk · Waterloo · Wederzorg · Welbedacht · Welgelegen (Commewijne) · Welgelegen (Coronie) · Welgevallen · Weltevreden · Wolffs Capoerica · Wolfenbüttel · 't Ylant · Zoelen · Zorg en Hoop (hout) · Zorg en Hoop (indigo) · Zorg en Hoop (katoen) · Zorg en Hoop (suiker)